# Thysanopyga pygaria
Thysanopyga pygaria är en fjärilsart som beskrevs av Achille Guenée 1858. Thysanopyga pygaria ingår i släktet Thysanopyga och familjen mätare. Inga underarter finns listade i Catalogue of Life.